# نسبت اتصال کوتاه
نسبت اتصال کوتاه (انگلیسی: Short circuit ratio) یا SCR معیاری برای سنجش پایداری یک ژنراتور الکترومکانیکی است. این نسبت جریان میدان مورد نیاز برای تولید ولتاژ نامی آرمیچر در مدار باز به جریان میدان مورد نیاز برای تولید جریان نامی آرمیچر در اتصال کوتاه است.
نسبت اتصال کوتاه را می‌توان برای هر نقطه از یک شبکه محاسبه کرد. در جایی که SCR بالاتر از ۱ باشد، یک شبکه دارای استحکام شبکه خوبی است و کمتر در معرض تغییرات فرکانس خواهد بود و می‌تواند جریان اتصال کوتاه بیشتری را ارائه دهد.
ادغام منابع انرژی تجدیدپذیر اغلب نگرانی‌هایی را در مورد قدرت سیستم ایجاد می‌کند. توانایی اجزای مختلف در یک سیستم قدرت برای عملکرد مؤثر به قدرت سیستم بستگی دارد که حساسیت متغیرهای سیستم را نسبت به اختلالات اندازه‌گیری می‌کند. نسبت اتصال کوتاه (SCR) نشانگر قدرت گذرگاه شبکه در مورد توان نامی یک دستگاه است و اغلب به عنوان معیار قدرت سیستم استفاده می‌شود. مقدار SCR بالاتر نشان دهنده یک سیستم قوی تر است، به این معنی که تأثیر اختلالات بر ولتاژ و سایر متغیرها به حداقل می‌رسد. SCR به عنوان نسبت ظرفیت اتصال کوتاه در اتوبوسی که دستگاه قرار دارد به امتیاز مگاوات دستگاه تعریف می‌شود. یک سیستم قوی به عنوان داشتن SCR بالای سه تعریف می‌شود و SCRهای سیستم‌های ضعیف و بسیار ضعیف به ترتیب بین سه تا دو و زیر دو هستند.
برنامه‌های کاربردی الکترونیکی قدرت اغلب با مسائل مربوط به نسبت اتصال کوتاه مواجه می‌شوند، به ویژه در سیستم‌های انرژی تجدید پذیر که از مبدل‌های قدرت برای اتصال به شبکه‌های برق استفاده می‌کنند. هنگام اتصال دستگاه‌های HVDC/FACT بر اساس مبدل‌های منبع جریان به سیستم‌های ضعیف AC، فناوری‌های خاصی باید برای غلبه بر نسبت اتصال کوتاه کمتر از سه مورد استفاده قرار گیرند. برای HVDC، مبدل‌های مبتنی بر منبع ولتاژ یا مبدل‌های جابجایی خازن در برنامه‌هایی با SCR نزدیک به یک مورد استفاده قرار می‌گیرند. عدم استفاده از این فناوری‌ها مستلزم مطالعات ویژه برای تعیین تأثیر و اتخاذ تدابیری برای جلوگیری یا به حداقل رساندن اثرات نامطلوب است، زیرا سطوح پایین SCR می‌تواند مشکلاتی مانند اضافه ولتاژ بالا، رزونانس‌های فرکانس پایین و بی‌ثباتی در سیستم‌های کنترل را ایجاد کند.
مزارع بادی معمولاً به بخش‌های شبکه کمتر مستحکم و دور از مناطق اصلی مصرف برق متصل می‌شوند. مشکلات پایداری ولتاژ که از ترکیب نیروی باد در مقیاس بزرگ در سیستم‌های آسیب‌پذیر ناشی می‌شوند، مسائل مهمی هستند که نیاز به توجه دارند. برخی از توربین‌های بادی دارای معیارهای حداقل قدرت سیستم هستند. GE نشان می‌دهد که پارامترهای استاندارد مدل توربین بادی آنها برای سیستم‌هایی با نسبت اتصال کوتاه (SCR) پنج یا بالاتر مناسب است. با این حال، در صورت اتصال به سیستم‌های ضعیف تر، لازم است تجزیه و تحلیل بیشتری انجام شود تا تضمین شود که پارامترهای مدل به اندازه کافی تنظیم شده‌اند. برای اطمینان از عملکرد بهینه، روش‌های کنترل ویژه طراحی‌شده برای توربین‌های بادی یا دستگاه‌های جبران واکنشی دینامیکی مانند استتکام مورد نیاز است.

## نسبت اتصال کوتاه ژنراتور
هرچه نسبت اتصال کوتاه بزرگتر باشد، راکتانس دینام (Xd) و اندوکتانس Ld کوچکتر است. این نتیجه از شکاف‌های هوای بزرگ‌تر در طراحی ژنراتور است (مانند ژنراتورهای هیدروژنی یا ماشین‌های قطب برجسته). این منجر به اتصال آزادانه ماشین به شبکه می‌شود و پاسخ آن کند خواهد بود. این امر باعث افزایش پایداری ماشین‌ها در حین کار در شبکه می‌شود، اما به‌طور همزمان قابلیت تحویل جریان اتصال کوتاه دستگاه (جریان اتصال کوتاه بالاتر) و متعاقباً اندازه دستگاه و هزینه آن را افزایش می‌دهد. مقادیر معمول SCR برای ژنراتورهای آبی ممکن است در محدوده ۱ تا ۱٫۵ باشد.
برعکس، نسبت اتصال کوتاه کوچکتر، راکتانس دینام بزرگتر (Xd)، بزرگتر Ld است. این نتیجه شکاف‌های هوای کوچک در طراحی ماشین است (مانند ژنراتورهای توربو یا ماشین‌های روتور استوانه‌ای). ماشین‌ها به شدت به شبکه متصل هستند و پاسخ آنها سریع خواهد بود. این امر باعث کاهش پایداری دستگاه در حین کار بر روی شبکه می‌شود و قابلیت تحویل جریان اتصال کوتاه (جریان اتصال کوتاه کمتر)، اندازه دستگاه کوچکتر و متعاقباً هزینه کمتر را کاهش می‌دهد. مقادیر معمول نسبت اتصال کوتاه برای آلترناتورهای توربو ممکن است در محدوده ۰٫۴۵ تا ۰٫۹ باشد.

## تأثیر روی شبکه
نسبت اتصال کوتاه را می‌توان برای هر نقطه در یک شبکه الکتریکی محاسبه کرد. نقطه ای از شبکه دارای تعداد ماشین‌هایی با نسبت اتصال کوتاه بالای عددی بین ۱ تا ۱٫۵ آسیب‌پذیری کمتری در برابر ناپایداری ولتاژ دارد. از این رو، چنین شبکه ای، شبکه قوی یا سیستم قدرت قوی شناخته می‌شود. یک سیستم قدرت (شبکه) با نسبت اتصال کوتاه کمتر آسیب‌پذیری بیشتری نسبت به ناپایداری ولتاژ شبکه دارد. از این رو چنین شبکه یا سیستمی به عنوان یک شبکه ضعیف یا یک سیستم قدرت ضعیف شناخته می‌شود.
قدرت شبکه را می‌توان با نصب کندانسورهای سنکرون افزایش داد.